# Supplies
"Supplies" é uma canção do artista musical estadunidense Justin Timberlake, gravada para o seu futuro quinto álbum de estúdio Man of the Woods (2018). Foi composta e produzida pelo próprio juntamente com Pharrell Williams e Chad Hugo, com os dois últimos sendo creditados como The Neptunes. A faixa foi enviada para rádios rhythmic estadunidenses em 23 de janeiro de 2018, através da RCA Records, servindo como o segundo single do disco.
Um videoclipe para a canção foi lançado em 18 de janeiro de 2018 e foi dirigido por Dave Meyers.

## Produção
"Supplies" é o segundo single do álbum Man of the Woods, depois Timbaland e Danja produzirem a faixa "Filthy", o primeiro single do álbum. "Supplies" foi produzido por Timberlake e pelo The Neptunes. Apesar da prolífica produção dos Neptunes no álbum de estreia  de Timberlake Justified (2002), "Supplies" é a primeira canção solo de Timberlake, produzida pela dupla, desde "I'm Lovin' It" de 2003, seguindo as disputas dos Neptunes com a Jive Records (a quem Timberlake estava assinado naquele momento) sobre o grupo de rap Clipse.

## Videoclipe
Dirigido por Dave Meyers, o videoclipe da canção mostra um casal que vive em uma sociedade distópica com sugestões do presente. O clipe começa em uma sala escura com uma série de telas de televisão que mostram imagens do clima sócio-político. Co-estrelado pela atriz Eiza González, ela interrompe um ritual de culto religioso, antes de se juntar a Timberlake em um cenário pós-apocalíptico. Pharrell Williams, que co-escreveu e co-produziu a música, faz uma breve aparição no vídeo.

## Créditos e pessoal
Pessoal
- Justin Timberlake – artista primário, produção, produtor vocal
- Pharrell Williams – produção
- Chad Hugo – produção
- Andrew Coleman – engenharia
- Mike Larson – engenharia
- Jon Sher – assistente de engenharia
- Ben Sedano – assistente de engenharia
- Elliot Ives – guitarra

## Desempenho nas tabelas musicais
| Tabela musical (2018)                 | Melhor posição |
| ------------------------------------- | -------------- |
| Alemanha (Offizielle Deutsche Charts) | 83             |
| Canadá (Canadian Hot 100)             | 49             |
| Estados Unidos (Billboard Hot 100)    | 71             |
| Estados Unidos (Billboard Rhythmic)   | 18             |
| França (SNEP)                         | 128            |
| Hungria (Single Top 40)               | 36             |
| Nova Zelândia Heatseekers (RMNZ)      | 6              |
| Reino Unido (UK Singles Chart)        | 84             |
| Suécia (Sverigetopplistan)            | 63             |
| Suíça (Schweizer Hitparade)           | 84             |

## Histórico de lançamento
| Região         | Data                  | Formato                     | Gravadora(s) |
| -------------- | --------------------- | --------------------------- | ------------ |
| Vários         | 18 de janeiro de 2018 | Download digital, streaming | RCA          |
| Estados Unidos | 23 de janeiro de 2018 | Rádios rhythmic             | RCA          |
| Rússia         | 31 de janeiro de 2018 | Contemporary hit radio      | Sony         |